# Åkerby-Runstens sjömarker
Åkerby-Runstens sjömarker este o arie protejată (arie specială de conservare — SAC, sit de importanță comunitară — SCI, arie de protecție specială avifaunistică — SPA) din Suedia întinsă pe o suprafață de 1.118,9 ha, integral pe uscat.

## Localizare
Centrul sitului Åkerby-Runstens sjömarker este situat la coordonatele 56°40′52″N 16°44′34″E / 56.6812°N 16.7428°E.

## Înființare
Situl Åkerby-Runstens sjömarker a fost declarat sit de importanță comunitară în ianuarie 2002 pentru a proteja 5 specii de animale. Alte tipuri de protecție:
- arie de protecție specială avifaunistică (în ianuarie 2002)[2]
- arie specială de conservare (în martie 2011)[1][3][4]

## Biodiversitate
Situată în ecoregiunile boreală și marină baltică, aria protejată conține 9 habitate naturale: Recifuri, Alvar nordic și șisturi calcaroase precambriene, Mlaștini alcaline, Vegetație anuală la limita mareei, Pajiști uscate seminaturale și facies de acoperire cu tufișuri pe substraturi calcaroase (Festuco-Brometalia) (* situri importante pentru orhidee), Pășuni de coastă din Baltica boreală, Dune de coastă fixe cu vegetație erbacee („dune gri”), Terase mlăștinoase și terase nisipoase neacoperite de apă la reflux, Pajiști cu Molinia pe soluri calcaroase, turboase sau argilos-nămoloase (Molinion caeruleae).
La baza desemnării sitului se află mai multe specii protejate de  păsări (5): bătăuș (Philomachus pugnax), ploier auriu (Pluvialis apricaria), ciocântors (Recurvirostra avosetta), chiră mică (Sterna albifrons), Sterna paradisaea.